# Петров, Руси
Руси Амедов Петров (болг. Руси Амедов Петров; 26 апреля 1944 — 20 августа 2023, Бургас) — болгарский борец вольного стиля, чемпион мира.
Родился в 1944 году в селе Крушевец общины Созопол Бургасской области. В 1969 году стал серебряным призёром чемпионата мира. В 1971 году выиграл чемпионат мира. В 1972 году стал серебряным призёром чемпионата Европы, а на Олимпийских играх в Мюнхене занял 4-е место.
Умер 20 августа 2023 года в Бургасе, Болгария в возрасте 79 лет.